# 6. tisíciletí př. n. l.
V průběhu 6. tisíciletí př. n. l. se zemědělství rozšířilo z Balkánu do Itálie a východní Evropy a z Mezopotámie do Egypta. Světová populace se ustálila na asi 5 milionech lidí.

## Evropa
- 5600 př. n. l. – odhad doby, kdy se Středozemní moře přelilo (přes Bospor) do tehdy sladkovodního Černého moře (možný původ legendy o biblické potopě).
- 5514/5515 př. n. l. – počátek alexandrijského letopočtu (bulharské éry, španělské éry)
- 5508 př. n. l. (1. září/1. březen) – počátek ruského/byzantského letopočtu (od stvoření světa) označovaného řeckými slovy Aeton Cosmon [αητον κοσμου]. Ten platil až do konce roku 1699. Tento letopočet převzalo Rusko od byzantské říše. Počátek letopočtu byl navržen křesťany už ve 2. století jako výsledek výpočtu data stvoření světa podle událostí popsaných v Bibli. Za oficiální základ datování byl přijat až o několik staletí později.

## Blízký východ
- 5502/3 př. n. l. – počátek syrské éry